# 诗琳通公主
玛哈·扎克里·诗琳通公主殿下（1955年4月2日—），泰国扎克里王朝公主。她是普密蓬国王的次女。她的称呼为“公主殿下”。1977年12月5日，封号變更為“玛哈·扎克里公主”，又被称为帕贴（意为“天佛公主”）。
在家中排名第三，次於姐姐烏汶叻公主和哥哥現任泰王拉瑪十世（瑪哈·瓦集拉隆功），並有一妹朱拉蓬公主殿下。

## 生平
诗琳通公主在1955年4月2日生於泰國曼谷律實宮的安普霍恩薩森皇家別墅，1978年獲朱拉隆功大学梵語和巴利語碩士，1980年獲金石學（梵文和柬埔寨文）碩士，1987年詩納卡寧威洛大學發展教育學哲學博士。现任泰国红十字会副会长、帕尊宗浩陆军军官学校历史专业教授、Chitralada科技學院協會主席。
诗琳通公主聪颖好学，年幼时便在国王及王后指导下开始学习中国历史和中国文学，能说一口流利的汉语，鉴赏漢詩、詞，擅长中国书画，能用二胡等中国民族乐器演奏。2019年中国政府为感谢其长期致力于推动中泰传统友好合作和两国关系发展并作出杰出贡献而授予“友谊勋章”。公主在授勋仪式上用中英双语发言，并引用唐代诗人张九龄的诗句“相知无远近，万里胜为邻”来评价中泰友谊。
詩琳通公主深受泰國人愛戴，在國內除其已故父親即前任國王蒲美蓬·阿杜德（拉瑪九世）及詩麗吉王后外無出其右。和父王一樣，詩琳通公主非常關心貧苦大眾，經常探訪貧民，在2004年印度洋大地震中亦探望受灾災民。泰国人民对她的爱戴似乎遠超其兄長、現任泰王瑪哈·瓦集拉隆功，然而詩琳通公主曾就王位繼承權表示無意和兄長爭位。
詩琳通公主至今仍然未婚。

## 作品
诗琳通公主同时也是一位作家、诗人，她著有《顽皮透顶的盖珥》、《踏访龙的国土》、《平沙万里行》、《採桃花》、《長城遊》、《青木瓜沙拉之歌》、《青草迴旋诗》等小说、散文和诗歌作品。1994年1月，中国的生活·读书·新知三联书店出版了《诗琳通公主诗文画集》。

### 关于笔名
名字“诗琳通”源于巴利语，意思是“光荣的”。除“诗琳通”（สิรินธร）外，她还曾使用过4个笔名：
1. 功欣功古（ก้อนหินก้อนกรวด）：原意为鹅卵石，诗琳通公主的化名之一。
2. 菀盖珥（แว่นแก้ว）[9]：诗琳通公主为自己定下的笔名，原意为玻璃镜（在泰语里也是伞形天胡荽（英语：Hydrocotyle umbellata）的俗名）。
3. 小宝贝（หนูน้อย）：公主的别名之一。
4. 班丹：原意为“创造”。[10]

## 荣誉和奖项

### 军衔
- 陆军上將、海軍上將和空军上將[11]

### Volunteer Defense Corps of Thailand rank
- Volunteer Defense Corps General（英语：Volunteer Defense Corps (Thailand)）[12]

### 学术
- Chulachomklao Royal Military Academy（英语：Chulachomklao Royal Military Academy）教授[13][14]
- 詩納卡寧威洛大學教授[15]

#### 国外荣誉
- 奥地利: Grand Cross of the Order of Honour for Services to the Republic of Austria（英语：Decoration of Honour for Services to the Republic of Austria）[16]
- 中华人民共和国：友谊勋章[17]
- 印度: 莲花装勋章[18]
- : Grand Gwanghwa Medal of the Order of Diplomatic Service Merit, 1st Class（英语：Order of Diplomatic Service Merit）[19]
- 马来西亚: Honorary Grand Commander of the Order of Loyalty to the Crown of Malaysia（英语：Order of Loyalty to the Crown of Malaysia）[20]
- ：文莱皇室最高勋章
- 蒙古国: Grand Cross of the Order of the Polar Star[21]
- 巴基斯坦: Grand Cross of the Order of the Crescent of Pakistan（英语：Hilal-i-Imtiaz）[22][23]
- 西班牙: Dame Grand Cross of the Order of Isabella the Catholic（英语：Order of Isabella the Catholic）[24]

### 奖项
- 奥地利: 国际营养科学联盟奖[25]
- 中华人民共和国: 中国语言文化友谊奖[26]
- 中国作家协会下属中华文学基金会：“理解与友谊”国际文学奖[27][28]
- 印度: 英迪拉·甘地和平奖[29]
- 印度: 世界梵文奖
- 菲律賓: 拉蒙·麦格塞塞奖公共服务奖[30]
- 美国宾夕法尼亚大学：国际教育领导奖

#### 荣誉学位
国内
- 朱拉隆功大学：兽医学
- 瑪希敦大學：生物医学工程
- 瑪希敦大學：文化研究
- 瑪希敦大學：牙醫學
- 瑪希敦大學：環境資源管理
- 瑪希敦大學：Medical Technology（英语：Medical Technology）
- 瑪希敦大學：医学
- 瑪希敦大學：护理学
- 瑪希敦大學：Nutrition（英语：Nutrition）
- 瑪希敦大學：药学
- 瑪希敦大學：公共卫生
- Navamindradhiraj University（英语：Navamindradhiraj University）：护理学
- 詩納卡寧威洛大學：药学
- 法政大學：中国人文学科研究（英语：Doctor of Humane Letters）
- 法政大學：环境科学
- 法政大學：技术
- 清邁大學：地理学[31]
- 清邁大學：泰语[32]
- 清邁大學：植物学
- 亞洲理工學院：技术[33][34]
- 泰國東方大學（英语：Burapha University）：公共卫生
- 泰國東方大學（英语：Burapha University）：信息技术
- 泰國東方大學（英语：Burapha University）：汉语
- 素罗娜丽科技大学：物理学
- 孔敬大學：农业
- 宋卡王子大學：农业
- Ubon Ratchathani University（英语：Ubon Ratchathani University）：地理学

国外
- 中华人民共和国:
  -  香港 – 嶺南大學：文学博士
  -  香港 – 香港大學：文学博士[35]
  - 北京大学：汉语[36]
- 日本 – 東海大學：工程学[37]
- 菲律賓 – 菲律賓大學洛斯巴諾斯校區（英语：University of the Philippines Los Baños）：法律[38]
- 美国:
  -  加利福尼亚州 – 波莫納學院：人文文学博士（英语：Doctor of Humane Letters）[39]
  -  印第安纳州 – 印第安納大學伯明頓分校：人文文学博士（英语：Doctor of Humane Letters）[40]
  -  伊利诺伊州 – 北伊利诺伊大学：人文文学博士（英语：Doctor of Humane Letters）[41]
  -  马里兰州 – 约翰斯·霍普金斯大学：人文文学博士（英语：Doctor of Humane Letters）[42]
  -  马萨诸塞州 – 贝佩丝大学（英语：Bay Path University）：人文文学博士（英语：Doctor of Humane Letters）[43]

#### 荣誉头衔
- 中华人民共和国: 人民友好使者[44]
- 联合国: 世界糧食計劃署学校供餐问题特别大使[25]
- 聯合國教科文組織: 教科文组织亲善大使（英语：UNESCO Goodwill Ambassador）“通过教育和保护非物质文化遗产增强少数民族儿童的能力”[25]

## 图集

皇家标志
皇家旗帜
王旗
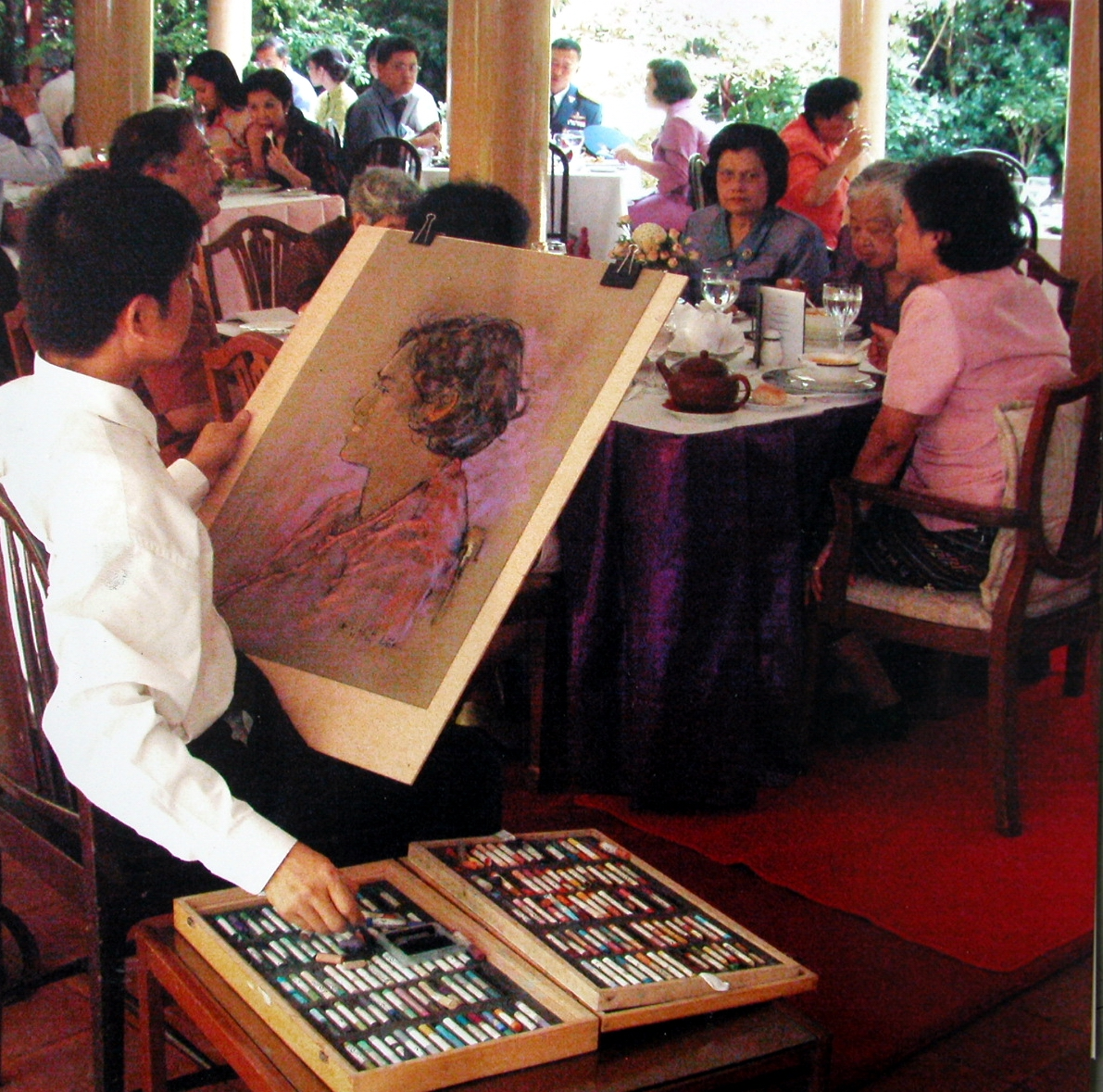
一位画家正在描绘诗琳通公主的御容，2004年。
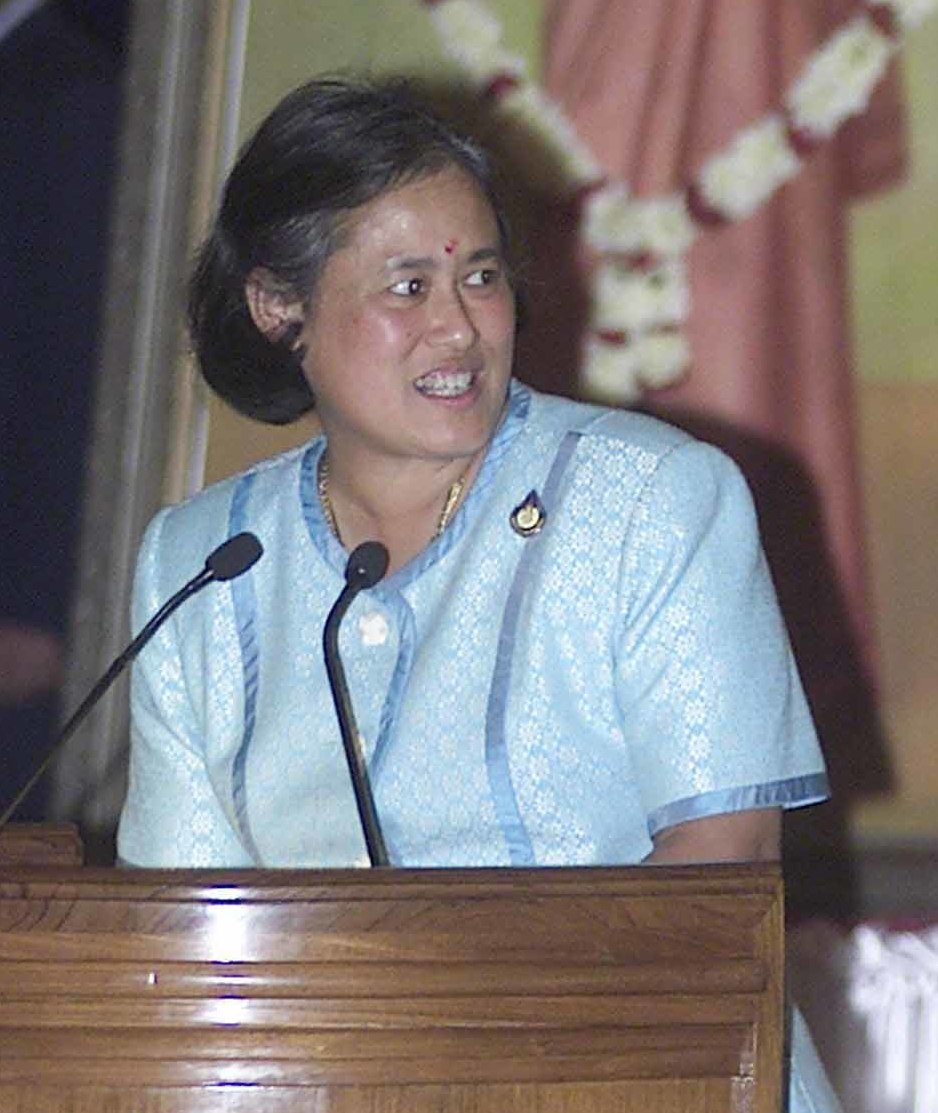
2005年，额前有一个红点标记（英语：Bindi (decoration)）。
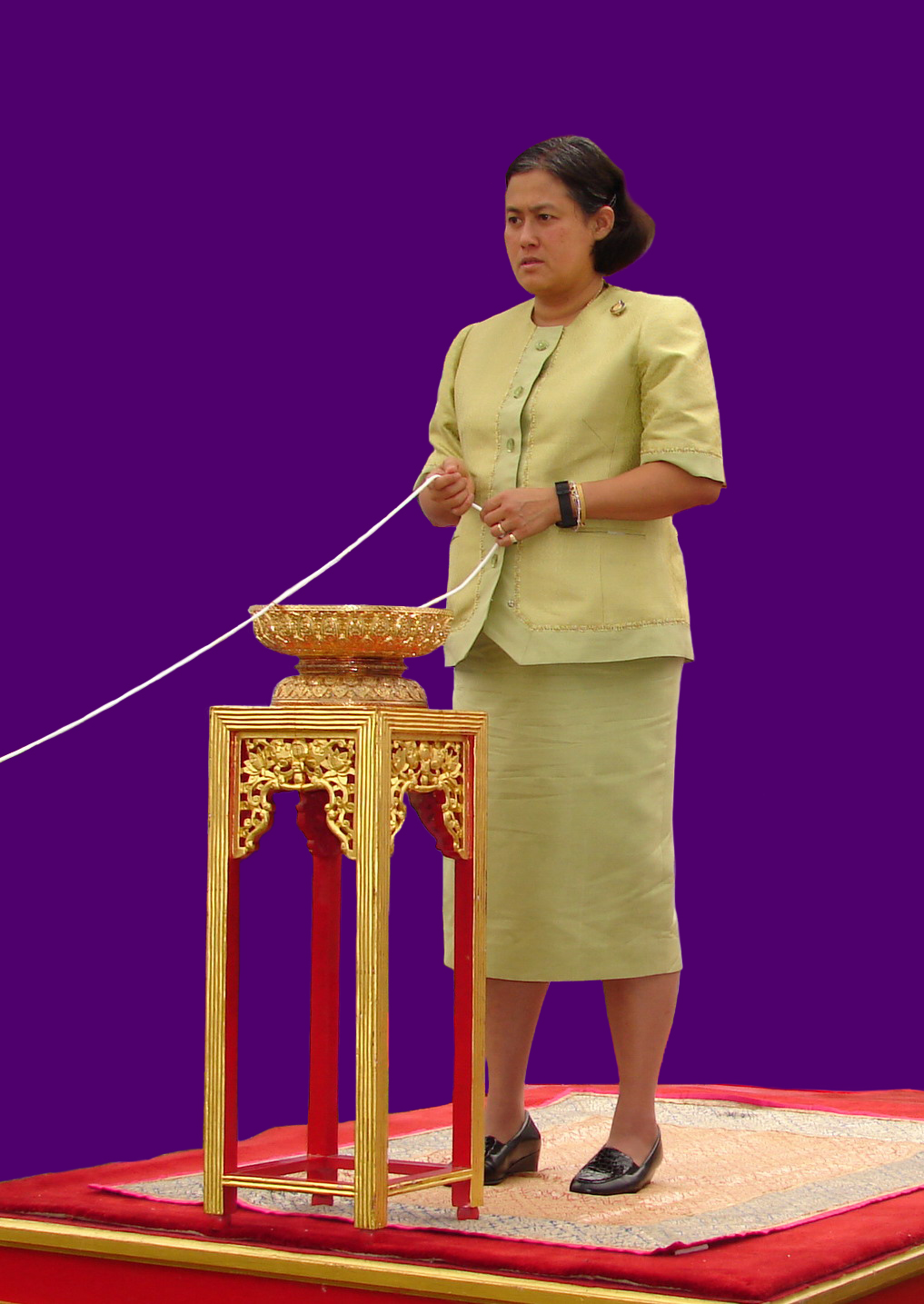
2006年
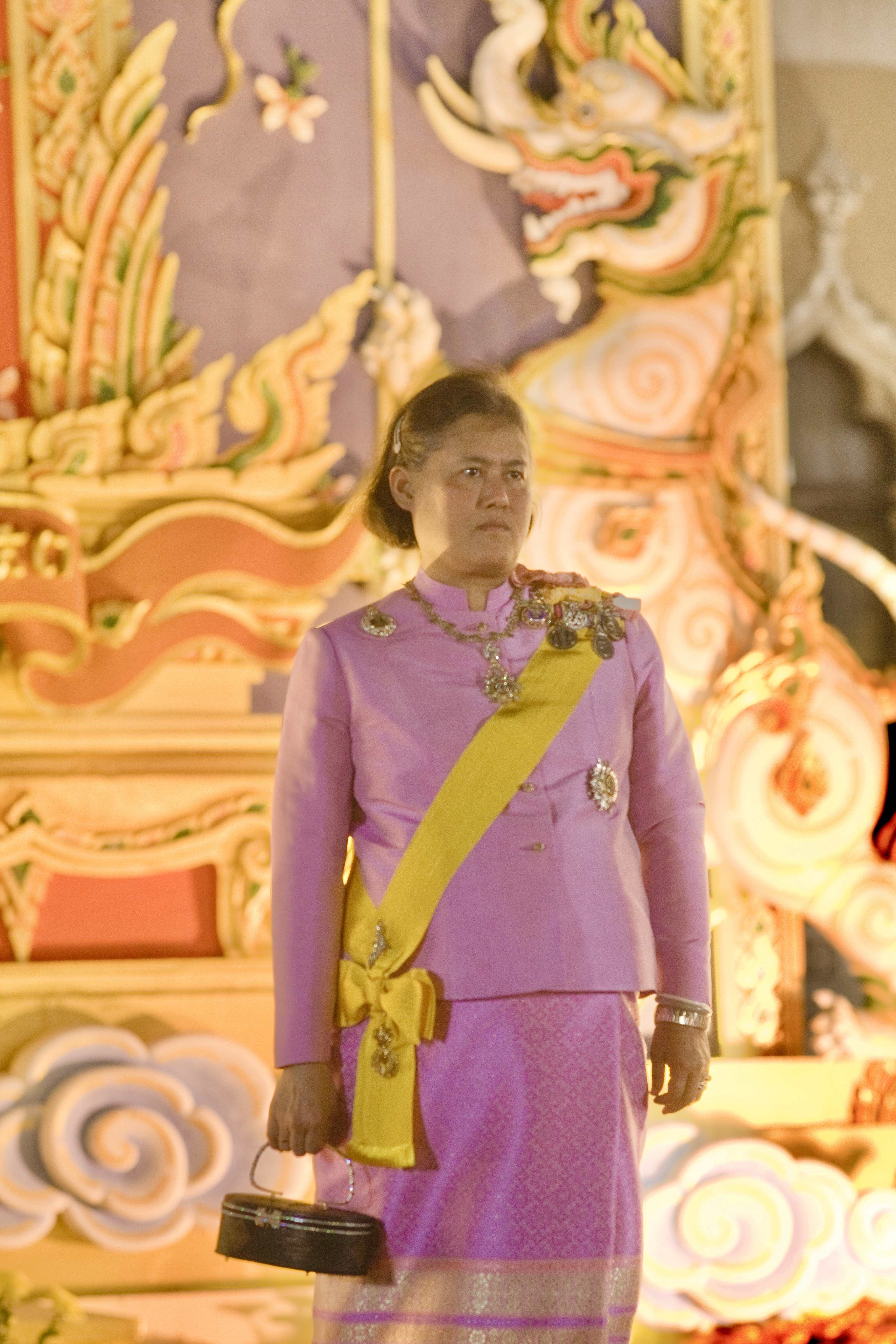
2010年
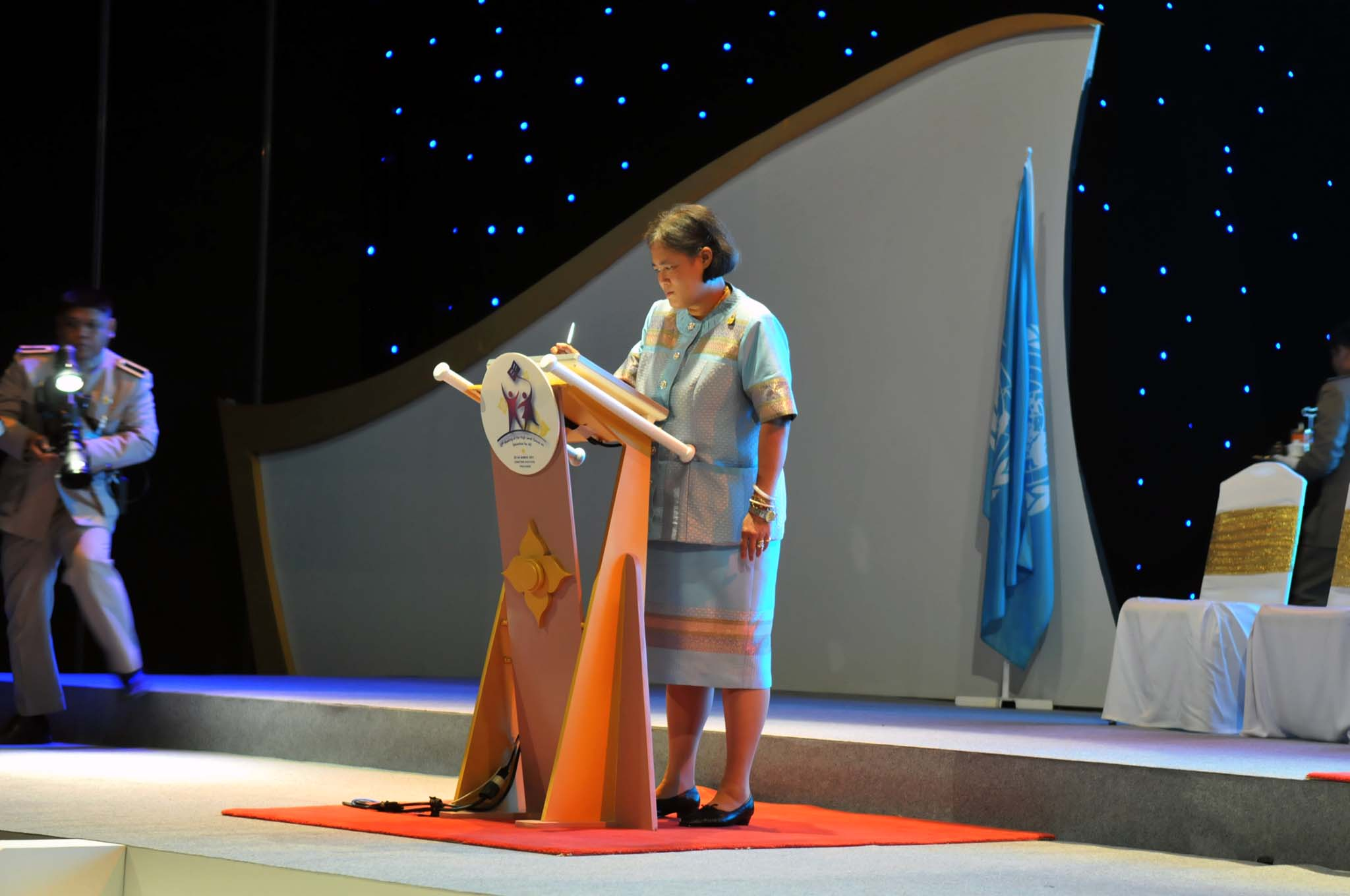
2011年
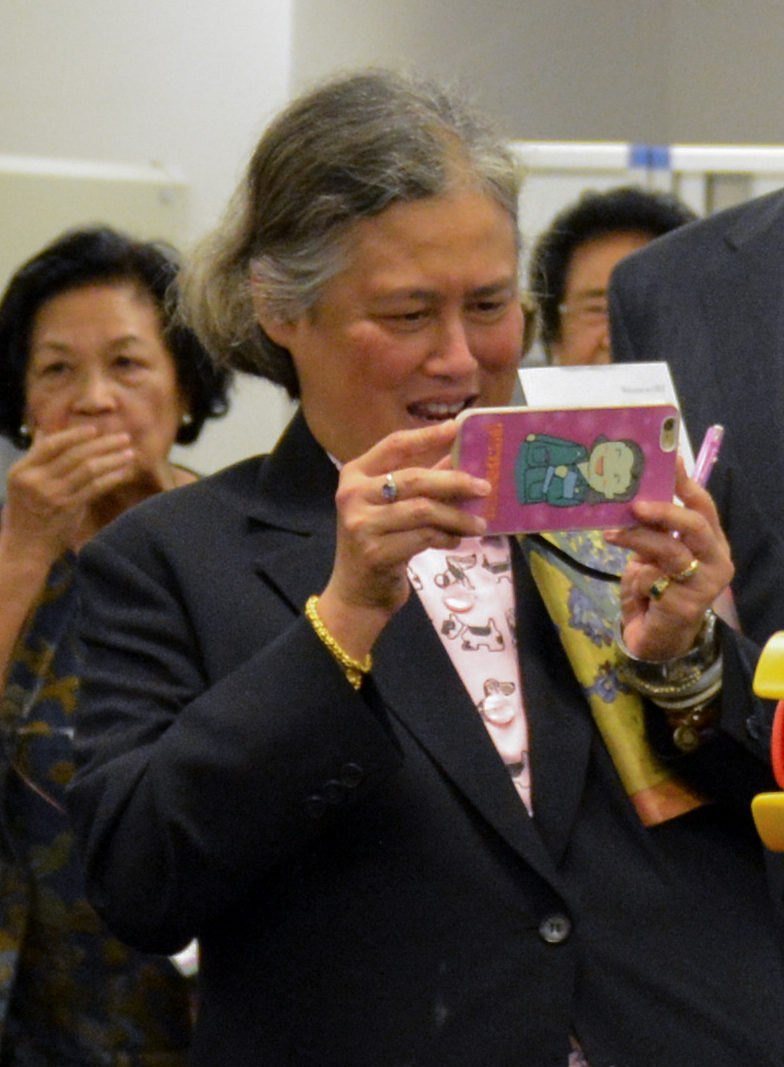
2015年4月19日参访冲绳科学技术大学院大学，手机壳上图案即是公主的卡通形象[45]。
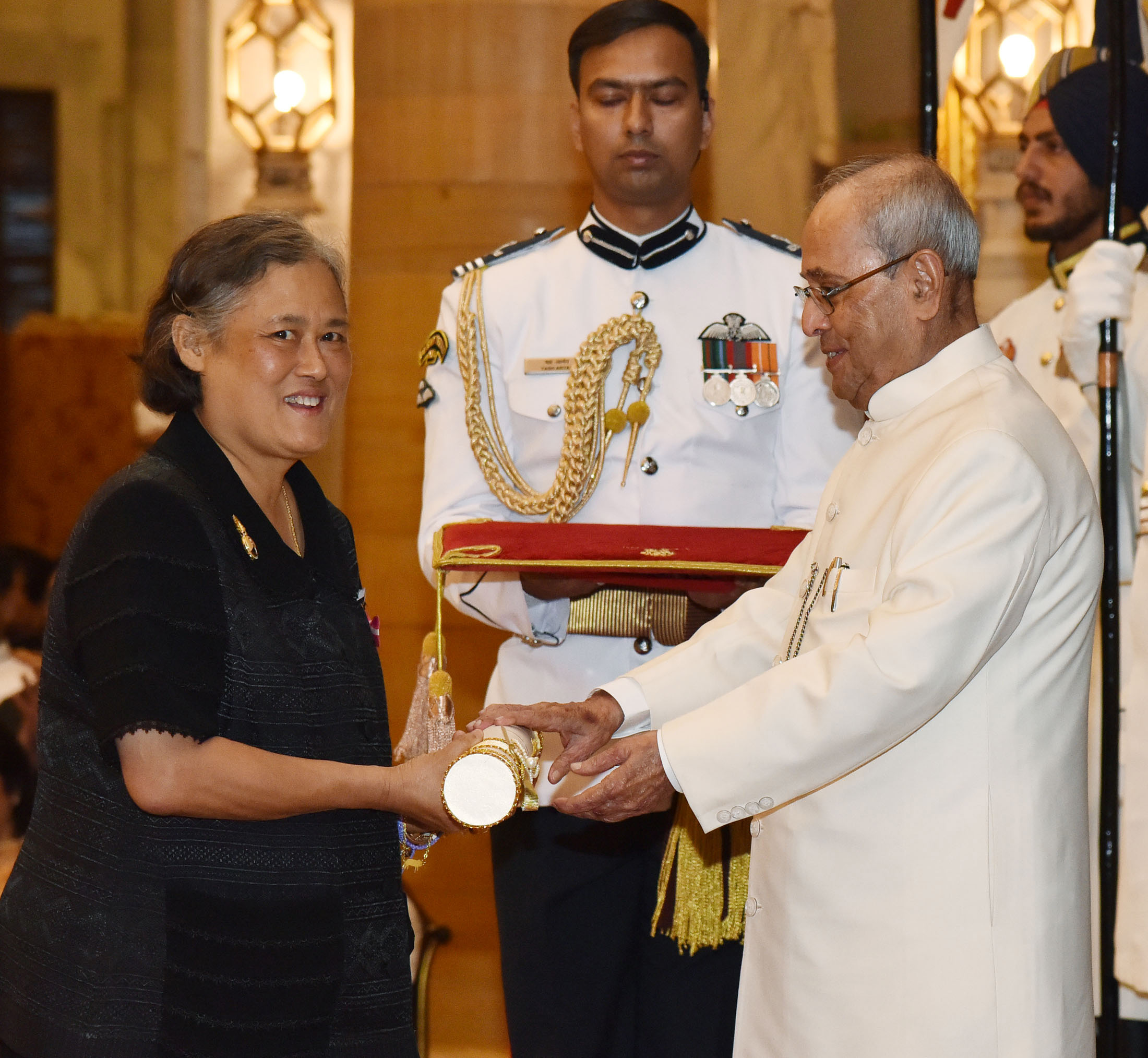
2017年3月30日，印度总统普拉纳布·慕克吉向诗琳通公主颁发莲花装勋章[46]。
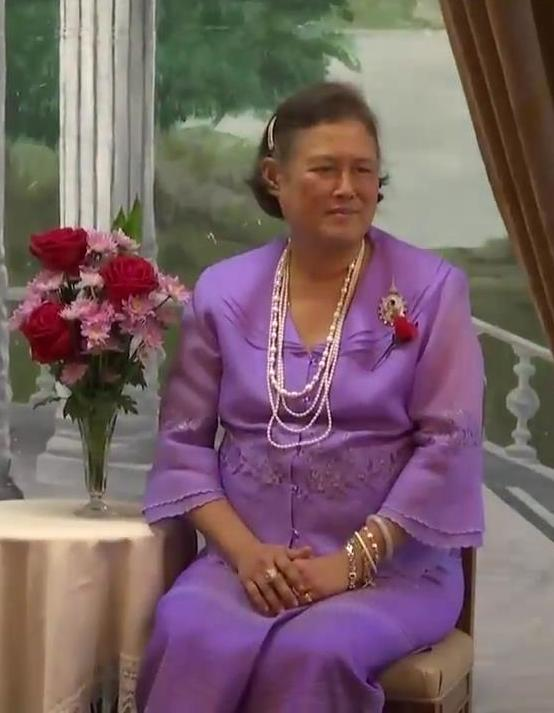
2018年2月3日
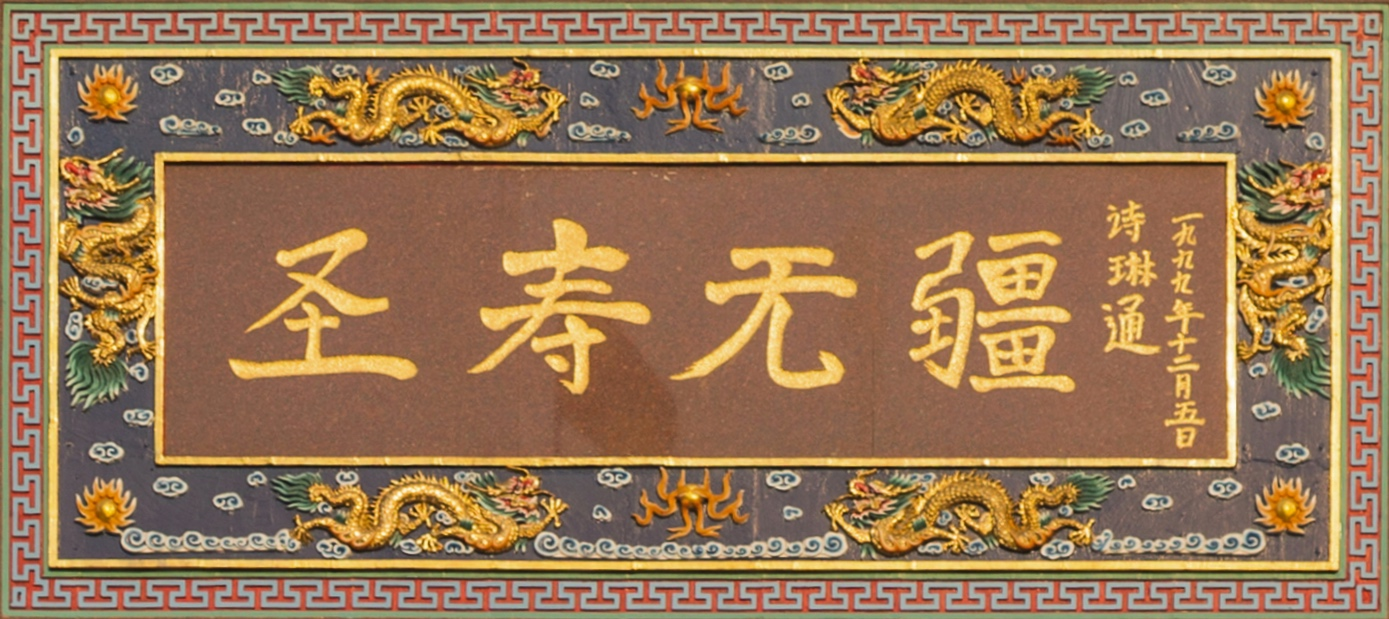
曼谷唐人街崇圣牌楼的“圣寿无疆”题字
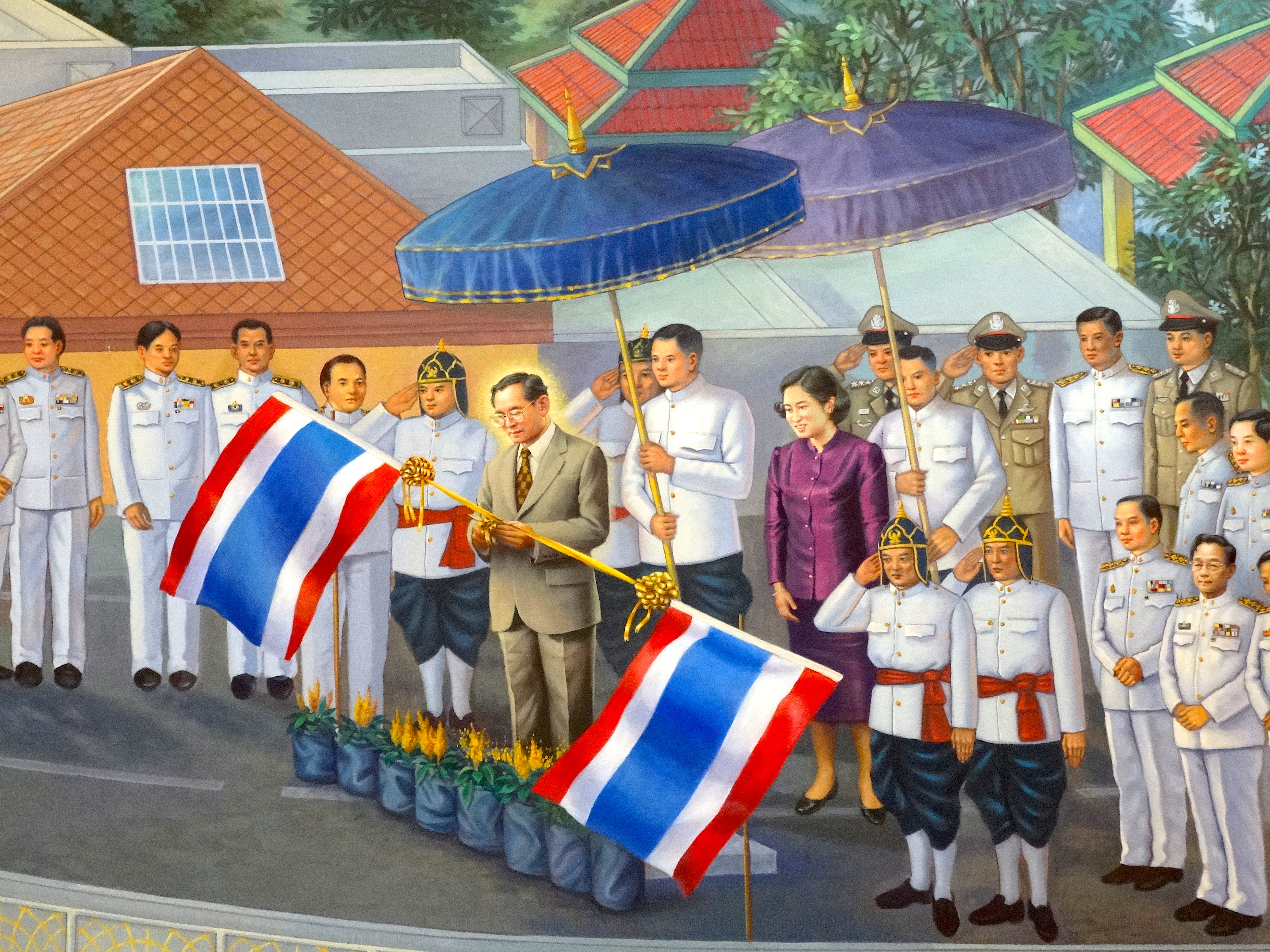
九世王火葬亭分馆的壁画，诗琳通公主常伴随在父王的身后。